# Friedrich Theodor von Merckel
Friedrich Theodor Merckel, également Merkel, à partir de 1828 von Merckel (né le 4 novembre 1775 à Breslau et mort le 10 avril 1846 dans la même ville) est haut président royal prussien de la province de Silésie.

## Origine
L'oncle de l'écrivain Wilhelm von Merckel (de) (1803-1861) est issu d'une famille de Thuringe dont la lignée directe commence à la fin du XIVe siècle avec Matthes Merkir (Merker) (mort en 1405-1408), conseiller à Schmalkalden. Ses parents sont le commerçant Esaias Christoph Merckel (né le 10 juin 1740 et mort le 2 novembre 1804) et son épouse Helene Wilhelmine Kretschmer (née le 19 mai 1750 et morte le 16 octobre 1790).

## Biographie
Après des études de droit et de sciences politiques et un doctorat à Halle-sur-Saale, il prend en charge l'administration judiciaire des biens en fidéicommis du comte von Althann (de), devient commissaire judiciaire et notaire en 1798, assesseur à Breslau en 1799 et conseiller à la cour et à la police criminelle en 1800.
De 1804 à 1808, il est membre de la chambre de guerre et de domaine (de) de Breslau, de 1808/09 à 1813 vice-président du gouvernement de la province de Silésie. Dans les années 1816 à 1820 et 1825 à 1845, il est haut président royal de Prusse en Silésie. Entre 1820 et 1825, il se retire en tant que propriétaire privé de son domaine à Ober-Thomaswaldau dans l'arrondissement de Bunzlau, qu'il n'a fait qu'acquérir à l'époque, et étudie la philosophie et l'histoire. Pour cause de maladie, il est relevé de son poste de haut président de Silésie le 16 mai 1845 et remplacé par l'infortuné Wilhelm von Wedell.
Merkel est élevé le 10 avril 1828 à la noblesse prussienne à Berlin, après quoi le 11 septembre il est nommé conseiller privé réel avec le prédicat excellence.
Otto Linke (de) (1846-1930) caractérise Merckel dans la monographie qu'il lui consacre en 1907 comme suit :
"[...] rempli de l'amour de la vérité, méprisant toutes les phrases creuses et les hypocrisies, il ne s'est pas laissé tromper pendant ses études à l'Université de Halle par les rêves de cosmopolitisme et par les philosophes, qui croyaient déjà dont les peuples étaient capables, ils se laissaient docilement ravir du pupitre. Le flambeau de la raison, avec lequel, comme le dit Treitschke, Frédéric le Grand avait brillé dans le monde des préjugés poussiéreux, lui éclaira le droit chemin".

## Famille
Merckel se marie le 21 mai 1801 à Breslau avec Caroline Willers (née le 11 octobre 1777 et morte le 23 février 1835). Le couple a plusieurs enfants :
- Friedrich Theodor (né le 23 octobre 1802 et mort le 23 septembre 1875), conseiller de gouvernement marié avec Johanna Marie Luise von Mühler (née le 24 novembre 1808 et morte le 20 décembre 1855)
- Herman Gustav (né le 23 mars 1804 et mort le 9 avril 1844) marié en 1837 avec Minona Kornelia Johanna Sack (née le 2 juillet 1812 et morte le 11 août 1866)
- Felix Ottomar (né le 7 août 1810 et mort le 27 juin 1866), conseiller principal du gouvernement marié en 1845 avec Minona Kornelia Johanna Sack (née le 2 juillet 1812 et morte le 11 août 1866)